# Bojan Kosić
Bojan Kosić, czarnog. Бојан Косић (ur. 14 grudnia 1990 w Nikšiciu) – czarnogórski narciarz alpejski, pierwszy w historii reprezentant Czarnogóry na zimowych igrzyskach olimpijskich.
Jako pierwszy w historii niepodległej Czarnogóry reprezentował swój kraj na zimowych igrzyskach olimpijskich. Miało to miejsce w 2010 roku, podczas igrzysk w Vancouver. Zajął wówczas 61. miejsce w slalomie gigancie i 40. w slalomie.
W 2007, 2009 i 2011 roku brał także udział w mistrzostwach świata. Najwyższe miejsce zajął w 2011 roku w slalomie, gdzie był 43.

## Osiągnięcia

### Igrzyska olimpijskie
| Igrzyska        | Data           | Konkurencja   | Zjazd 1 | Zjazd 2 | Łącznie | Miejsce | Strata | Zwycięzca        | Źródła            |
| --------------- | -------------- | ------------- | ------- | ------- | ------- | ------- | ------ | ---------------- | ----------------- |
| 2010, Vancouver | 23 lutego 2010 | slalom gigant | 1:27,74 | 1:30,29 | 2:58,03 | 61.     | 20,20  | Carlo Janka      | [ 4 ] [ 5 ] [ 6 ] |
| 2010, Vancouver | 27 lutego 2010 | slalom        | 56,15   | 59,17   | 1:55,32 | 40.     | 16,00  | Giuliano Razzoli | [ 7 ] [ 8 ] [ 9 ] |